# Nelson (regista)
Nelson Tilipkumar, noto semplicemente come Nelson (in tamil நெல்சன் திலீப்குமார், Nelson Tilīpkumār; Madras, 21 giugno 1984), è un regista e sceneggiatore indiano.

## Biografia
Ha fatto il suo esordio a Kollywood grazie al compositore Anirudh Ravichander, scrivendo e dirigendo nel 2018 Kōlamāvu kōkilā a cui ha fatto seguire nel 2021 Doctor, coi quali ha stabilito la propria cifra autoriale fatta di umorismo nero, protagonisti dotati di uno spiccato senso pratico e cast corali di personaggi. Con entrambi i film ha ricevuto il plauso della critica per l'esecuzione originale di una premessa familiare: il secondo inoltre è stato un successo al botteghino, incassando grazie al passaparola positivo un miliardo di rupie.
L'anno seguente ha fatto il suo esordio nel blockbuster, scrivendo e dirigendo Beast (2022), un thriller d'azione a tinte comiche con protagonista Vijay ispirato a Trappola di cristallo, che, pur superando i 2 miliardi di rupie al botteghino, è stato considerato un insuccesso rispetto ai costi di produzione e alle aspettative sugli incassi, venendo inoltre unanimemente stroncato dalla critica, che l'ha giudicato inferiore e compromesso rispetto ai suoi predecessori.
Ha ritrovato il favore del pubblico col seguente Jailer (2023), revenge movie con protagonista Rajinikanth che, con oltre 6,5 miliardi di rupie (pari a più di 77 milioni di dollari), è stato il film in lingua tamil di maggior incasso dell'anno, nonché il terzo maggior incasso indiano dell'anno.

## Filmografia
- Kōlamāvu kōkilā (2018)
- Doctor (2021)
- Beast (2022)
- Jailer (2023)